# Oxalis triangularis

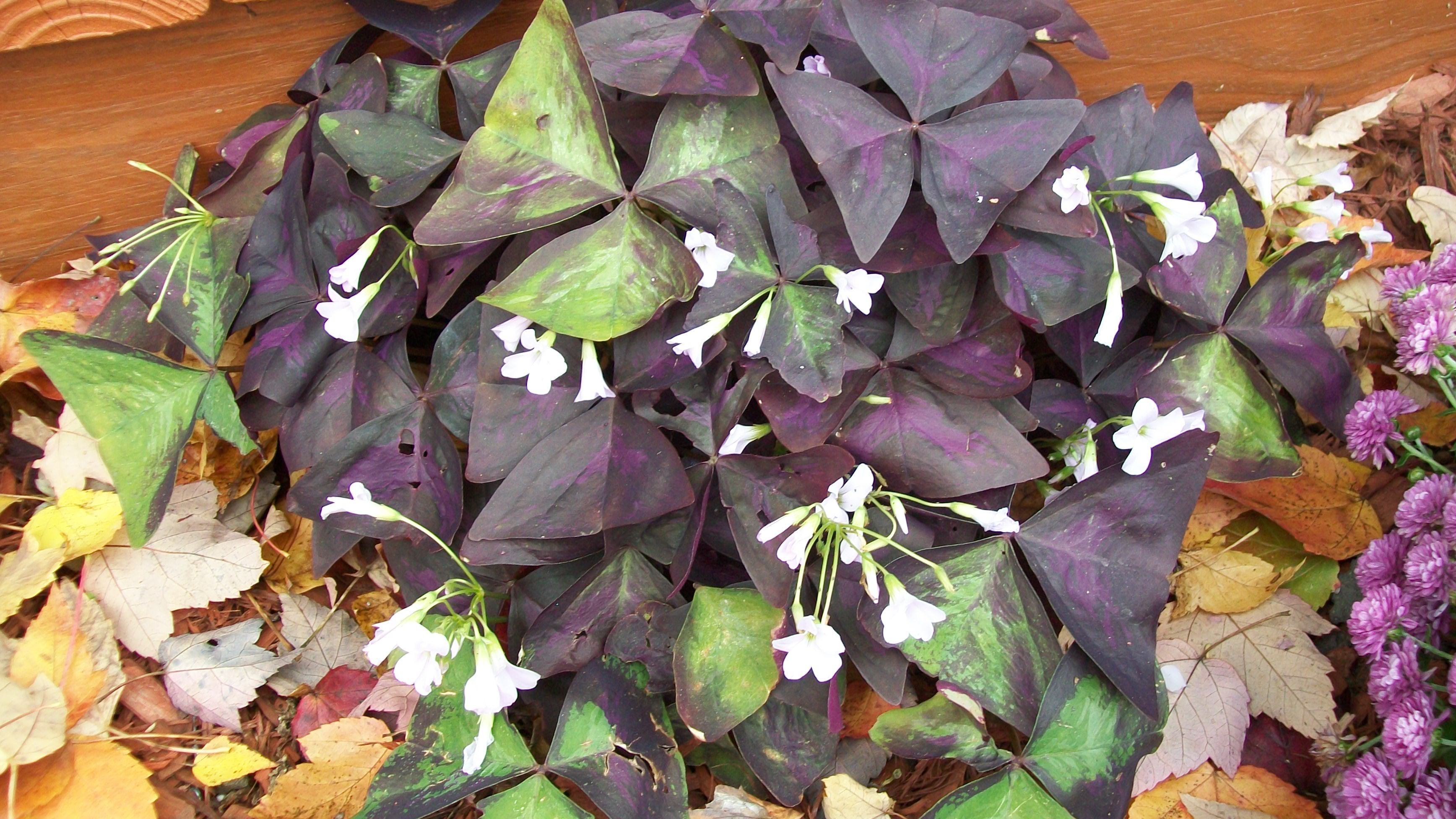
Planta en otoño.

Oxalis triangularis, comúnmente denominada cupido, planta del amor, trébol púrpura y trébol afortunado, es una especie de planta comestible perenne de la familia Oxalidaceae. Es nativa de varias regiones en el sur de América del Sur y morales Guatemala. Esta vinagreta por lo general es cultivada como planta de interiores pero puede cultivarse en exteriores en zonas con climas cálidos-templados  (mínimos extremos de -10 °C a 10 °C) preferiblemente en sectores con media sombra.
Las hojas de color granate oscuro son trifoliadas, como las especies del género de trébol Trifolium comúnmente denominadas trébol, de ahí el nombre de "trébol púrpura". Una característica interesante es que las hojas se cierran como un paraguas por la noche o cuando se las molesta. Las flores blancas o rosa pálido de cinco pétalos también cierran por la noche.

## Descripción
Creciendo hasta los 50 cm de alto, la subespecie O. triangularis subsp. papilionacea, el trébol púrpura, es resistente en las áreas templadas y costeras de Gran Bretaña, hasta -5 °C. Es una planta perenne sin tallo aéreo, formada por hojas sostenidas por un largo pecíolo que emerge al nivel del suelo de un rizoma tuberoso (5 cm de largo, más de 10-15 mm de diámetro, totalmente cubierto de escamas). La hoja está formada por tres folíolos sésiles (o pecíolo muy corto), obtriangular a obovado-triangular, glabrosos, dispuestos en el mismo plano perpendicular al pecíolo.

## Distribución
La especie se encuentra distribuida en el territorio de varios países de América del Sur: Brasil, Bolivia, Argentina y Paraguay. En Estados Unidos e neófita en los estados de Florida y Luisiana.

## Cultivo

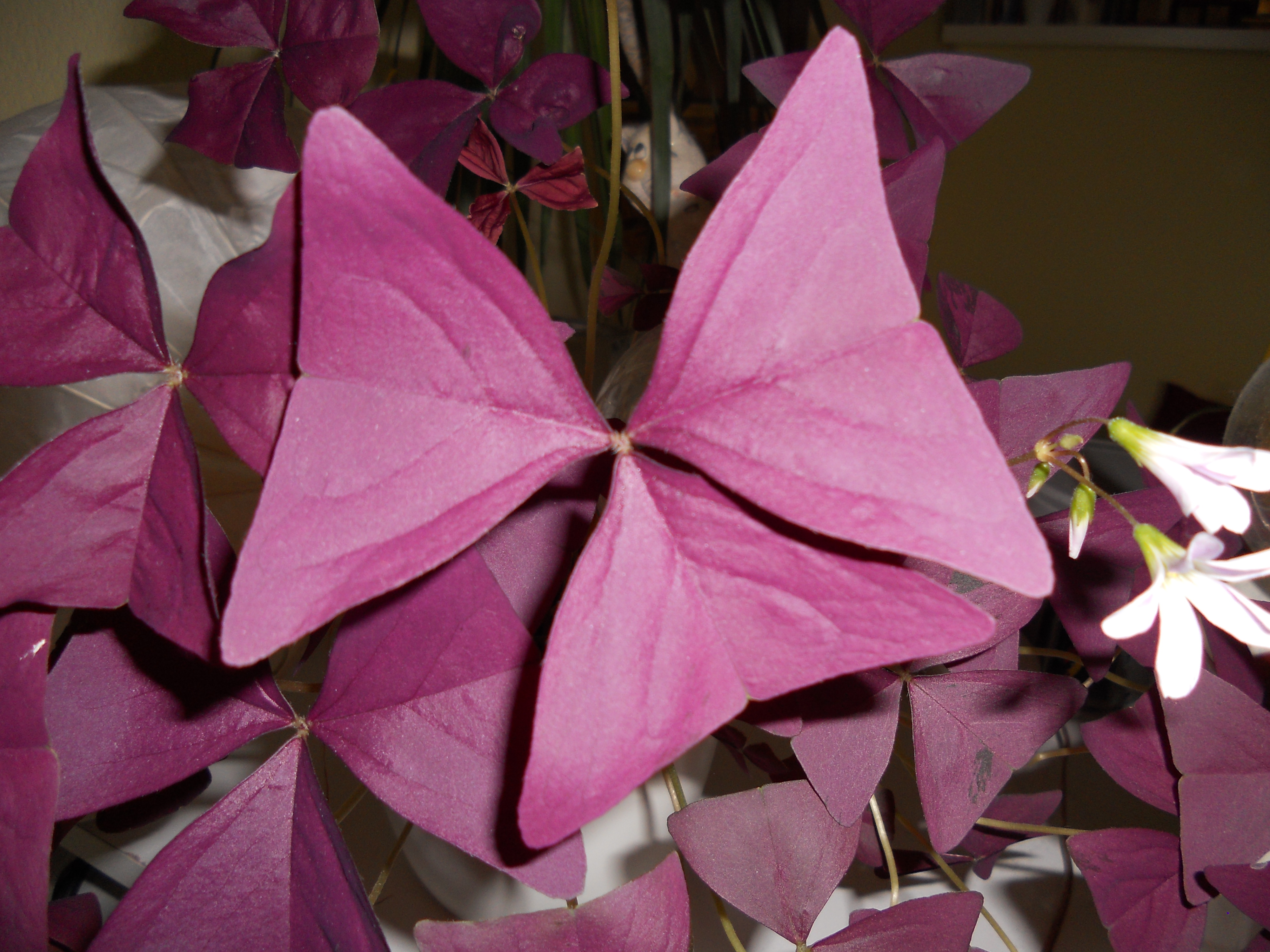
Planta ornamental con hojas rojas.

O. triangularis requiere luz solar directa o brillante complementada con una temperatura interior fresca de  15 °C. Puede tolerar temperaturas interiores más altas, pero entrará en letargo prematuramente y/o comenzará a adquirir una apariencia "cansada" si las temperaturas superan los  27 °C durante períodos prolongados. Prospera en una tierra para macetas promedio con buen drenaje.
Las plantas maduras se recortan a ras del suelo cada 3-5 años a principios del verano o durante el período de letargo. Las plantas jóvenes se cortan a ras del suelo todos los años a principios del verano o durante el período de latencia, hasta que alcanzan la madurez. Por temor a las heladas, generalmente se cultivan en interiores. Se plantan en un suelo rico en humus y bien drenado. No deben regarse en invierno.

## Uso en gastronomía
Las hojas se comen crudas o cocidas y tienen un sabor ácido debido a su contenido de ácido oxálico. Las hojas y las flores se pueden utilizar como decoración para ensaladas. Al consumir grandes cantidades de hojas, el ácido oxálico puede causar malestar. Los rizomas se comen crudos o cocidos y tienen un sabor dulce.

## Propagación
Oxalis triangularis se desarrolla a partir de cormos, propagados por división. Como otros cormos, pasa por períodos regulares de latencia; al final de cada período, los cormos pueden desenterrarse, cortarse y replantarse en un suelo apropiado, donde se convertirán en nuevas plantas.